# Urshu
Urshu, Uršu o Ursum era una ciutat estat de Mesopotàmia a l'Eufrates superior, vassall de Kargamiš (Karkemish) de situació desconeguda però no gaire llunyana de Karkemish, al nord d'aquesta.
S'esmenta a les tauletes de Mari que són de la primera meitat del segle xviii aC. El seu rei és anomenat Shennam.
Suposadament era una ciutat estat independent durant part del tercer mil·lenni aC, sota un reis que portaven el títol de "badalun". Va ser poblada pels hurrites abans del 2000 aC, i cap a l'any 1800 aC constituïa un regne hurrita. De tots els estats hurrites de l'època, Urshu i Khashshum n'eren els principals.
Al segle xviii aC (potser el 1640 aC) el rei Hattusilis I va assetjar Urshu, amb l'ajuda de grups aliats quan la ciutat era governada per un rei anomenat segurament "el servidor del deu de les turmentes". D'aquest fet en queda un document fragmentari, escrit en accadi, encara que sembla una traducció de l'hitita. S'expliquen les dificultats de l'assetjament, i es diu que el rei va dirigir les operacions des de lluny, des de Lawazantiya, i es comenten diverses mostre de despreocupació i desídia i fins i tot de traïció per part dels subordinats del rei. El relat és una elaboració llegendària de fets històrics reals, on tots els personatges són autèntics. S'indiquen diverses mesures ordenades pel rei, naturalment sempre sàvies i correctes, que no donaven resultat per la incompetència dels oficials, cosa que provoca gran indignació a Hattusilis.
El text explica les diferents tècniques d'assalt que van usar els hitites per conquerir la ciutat, com ara l'ús de l'ariet i d'una "muntanya", segurament un terraplè fortificat per arribar a la part superior de les muralles, segurament el que els romans anomenaven agger. Mostra també la preocupació del rei pel "pecat" que podia comportar la conquesta d'Urshu, potser perquè era una ciutat sagrada. Segons el relat la ciutat va tenir el suport del rei de Iamkhad, del de Zaruar, del de Zuppa i dels hurrites, però finalment els defensors van ser derrotats, encara que el final de la narració s'ha perdut.
Una narració paral·lela i que podria tenir a veure amb l'assalt d'Urshu o potser amb el de la ciutat de Zalpa en temps del rei Hattusilis I, diu que en un lloc anomenat Ti-ni-shi-pa (desconegut) un grup salvatge aliat dels hitites, que practicava el canibalisme, manat per Dumumahlil, va exterminar les forces de Zuppa. Tots els seus homes van ser capturats per aquesta gent que se'ls va menjar; només el mateix Zuppa va aconseguir fugir, i fins i tot la seva mare, Ama o Sila, va ser capturada i se la van menjar igualment. Després van atacar Uqabuwa, Ikakali i al final Tashiniya i Tishiniya (Tašhiniya o Tišhiniya). La zona va passar després a domini hitita.